# ۳۳۴ (قمری)
۳۳۴ (قمری)، سیصد و سی و چهارمین سال در گاهشماری هجری قمری است. اول محرم این سال برابر با هجدهم اوت سال ۹۴۵ میلادی است.

## وابسته
- خلفای فاطمی
- آل اخشید